# Zračna luka Düsseldorf
Međunarodna Zračna luka Düsseldorf (njemački: Flughafen Düsseldorf International) (IATA: DUS, ICAO: EDDL) službeno je ime za Düsseldorfsku zračnu luku koja je po veličini treća u Njemačkoj.